# Hrísey
Hrísey – wyspa na północy Islandii, położona we fiordzie Eyjafjörður, około 35 km na północ od Akureyri. Powierzchnia wyspy wynosi 8 km² - jest to druga co do wielkości przybrzeżna wyspa Islandii zaraz po Heimaey.. Ma 7,5 km długości i 2,5 km szerokości. Najwyższy punkt wyspy w jej północnej części osiąga 110 m n.p.m. 
Na początku 2018 roku wyspę zamieszkiwało 151 osób, w większości w głównej osadzie Hrísey położonej w południowej części wyspy. Wyspa wchodzi w skład gminy Akureyrarkaupstaður z siedzibą w Akureyri. Na wyspę można przypłynąć promem z Dalvík i Litli-Árskógssandur.
Północne klify obfitują w jaskinie morskie. Większą część wyspy obejmuje ścisły rezerwat, który jest niedostępny dla zwiedzających.
Jest znana głównie z miejsc lęgowych i strefy chronionej pardwy górskiej. Można tu jeszcze spotkać kolonie edredonów i rybitwy popielatej.
Hrísey to jedyne miejsce w Islandii gdzie hoduje się bydło rasy Bydło Galloway. Islandzkie prawo zabierania tych zwierząt na islandzki ląd.
W czasie II wojny światowej na wyspie stacjonowało pięciu angielskich żołnierzy. Strzegli oni wejścia do fiordu Eyjafjörður i kontrowali podejrzane trawlery z nieokreślonym ładunkiem.
We wsi znajdują się: niewielkie biuro informacji turystycznej, punkt bankowy, port, sklep z rzemiosłem, czerwono-biały kościół i poczta.
Mieszkańcy ogólnie nie używają na wyspie samochodów.